# Institutional Network of the Universities from the Capitals of Europe
Institutional Network of the Universities from the Capitals of Europe (en español: Red institucional de las universidades de las Capitales de Europa), conocida también como UNICA, es una red universitaria europea.

## Miembros
| Países              | Universidades asociadas |
| Albania             | Universidad de Tirana Politecnico di Tirana                                                                                              |
| Austria             | Universidad de Viena |
| Bélgica             | Universidad Libre de Bruselas Vrije Universiteit Brussel                                                                                 |
| Bulgaria            | Universidad de Sofia |
| Croacia             | Universidad de Zagreb |
| Chipre              | Universidad de Chipre |
| República Checa     | Universidad Carolina |
| Dinamarca           | Universidad de Copenhague |
| Estonia             | Universidad de Tallin Tallinn University of Technology                                                                                   |
| Finlandia           | Universidad de Helsinki |
| Francia             | Universidad de París I Panthéon-Sorbonne Universidad Sorbona Nueva - París 3 Universidad Pierre y Marie Curie Universidad Paris-Dauphine |
| Georgia             | Universidad Estatal de Tiflis |
| Alemania            | Freie Universität Berlin Humboldt-Universität zu Berlin                                                                                  |
| Grecia              | Universidad de Atenas |
| Hungría             | Universidad de Budapest |
| Irlanda             | University College Dublin |
| Italia              | Universidad de Roma "La Sapienza" |
| Letonia             | Universitdad de Letonia |
| Lituania            | Universidad de Vilnius |
| Macedonia del Norte | Ss. Cyril and Methodius University of Skopje                                                                                             |
| Países Bajos        | Universidad de Ámsterdam |
| Noruega             | Universidad de Oslo |
| Polonia             | Universidad de Varsovia |
| Portugal            | Universidad Nueva de Lisboa Universidad de Lisboa                                                                                        |
| Rumania             | Universidad de Bucarest |
| Eslovaquia          | Comenius University in Bratislava |
| Eslovenia           | Universidad de Ljubljana |
| ' España            | Universidad Autónoma de Madrid Universidad Complutense de Madrid                                                                         |
| Suecia              | Universidad de Estocolmo |
| Suiza               | Universidad de Lausana |
| Reino Unido         | University College London |

## Nota
1. ↑  Acrónimo de UNIversities from the CApitals of Europe
2. ↑  List of Members, UNICA, 7 July 2022